# Ardisia replicata
Ardisia replicata är en viveväxtart som beskrevs av Egbert Hamilton Walker. Ardisia replicata ingår i släktet Ardisia och familjen viveväxter. Inga underarter finns listade i Catalogue of Life.